# 청담동 앨리스
《청담동 앨리스》는 2012년 12월 1일부터 2013년 1월 27일까지 SBS 주말 특별기획 드라마이다. 케이피앤쇼의 크리에이터 김영현, 박상연 작가의 세 번째 크리에이팅 작품으로 신인 김지운, 김진희 작가가 극본을 맡았다.

## 기획의도
연애, 결혼, 출산을 포기하는 2030, 이른바 삼포세대가 생겨나는 현실 속에 여기, 두 남녀가 있다.
부모복 없는 인생에, 남편복이라고 만들지 않는 이상 답이 없음을 깨달은 여자와, 남자를 사다리 삼아 신분상승하려는 여자들을 경멸하는 남자. 여자는 여자를 어쩔 수 없는 속물녀로 만드는 세상을 믿지 못하고, 남자는 세상에 넘쳐나는 속물녀들 때문에 여자를 믿지 못한다. 세상을 믿지 못해 사랑 따위 버리기로 한 여자와 여자를 믿지 못해 사랑을 거부하는 남자.
 이 드라마는 이 두 사람의 '사랑'에 관한 이야기다.
더 정확히 말하자면 사랑보다 우선시 되는 것이 많은 이 시대에, 사랑이라는 환상에 관한 이야기다. 멜로 영화 같은 순수결정체의 사랑을 쫓는 남자의 진정한 사랑 찾기 프로젝트와 사랑을 가장한 비즈니스를 쫓는 여자의 시집 잘 가기 프로젝트라는 동상이몽. 하지만 그저 환상이라고 치부하기엔 여전히 신기루처럼 잡힐 듯 말 듯한 '사랑의 가치'에 대한 이야기다.

## 등장 인물

### 주요 인물
- 문근영 : 한세경 역 - 27세, 지앤의류 신입 디자이너
- 박시후 : 차승조 / 장띠엘샤 역 - 33세, 아르테미스 코리아 회장
- 소이현 : 서윤주 역 - 27세, 지앤의류 사모님
- 김지석 : 타미홍 역 - 35세, 디자이너

- 문근영 : 한세경 역 - 27세, 지앤의류 신입 디자이너

 '노력이 나를 만든다!'는 신조를 굳게 믿고 사는 노력형 긍정녀.
전쟁 같은 취업전선에 온몸으로 부딪쳐, 천신만고 끝에 취업에 성공하는데.. 디자이너로 뽑힌 것이 아니라, 임시 계약직으로, 사모님 심부름하는 일이다. 충격적이고 더럽고 치사하지만 그만둘 수 없다. 열심히 하다 보면 언젠가 디자이너로 인정도 받고, 대출도 다 갚고, 집도 사겠지! 희망의 끈을 놓지 않는다. 정말로 그 희망을 믿어 서가 아니라, 다 잘 될 거라는 믿음으로 버텨야 하니깐.
그런데...! 사모님 심부름을 통해, 전형적인 청담동 며느리의 삶을 체험하게 되면서 그에 비해 초라하고 탈출구 없는 자신의 현실을 뼈저리게 깨닫는다. 가난에 끌려들어가지 않으려면 가난한 남자친구와 헤어져야 한다는 것도, 사모님이 기분 내키면 쉽게 사는 명품 백 하나 값이 내 현실에서는 10년이 걸려도 모을 수 없는 돈이라는 것도, 그리고 점점 사모님의 삶을 부러워하는, 내 안의 욕망을 깨닫는다.
그런데 더욱 충격적인 것은! 세경에게 처절한 깨달음을 안겨준 그 사모가 과거엔 나보다 한참 못했던 예고 동창 서윤주라는 사실! 세경을 이기기 위해, 남의 실력까지 서슴없이 이용하던 윤주를 멸시하고 조롱했었는데... 바로 그녀가, 내 비루한 현실과는 너무도 대조적인 삶을 살고 있다.
더구나 윤주는 지금의 모든 것을, 노력해서 얻은 것이란다. 노력해서... 그러자 오기가 생겼다. 아무리 노력해 살아도, 대출금 때문에 웃을 날이 없는 부모님, 아무리 노력해 살아도, 인생에 답이 없다는 가난한 남자친구, 아무리 노력해 살아도, 나 같은 스펙으론 세계적인 디자이너는커녕, 이름 날리는 국내 디자이너도 되기 힘들다는 처참한 현실. 노력해도 달라지는 것 없는 냉혹한 이 사회에서 정말로 노력해서 달라질 수 있는 것이 있는 거야? 좋아, 그렇다면 나라고 못할 게 뭐 있어? 알려줘. 네가 그 자리에 오를 수 있었던 비결. 대체 뭐야?!
- 박시후 : 차승조 / 장띠엘샤 역 - 33세, 아르테미스 코리아 회장

 세계적인 명품 유통 회사 아르테미스의 최연소 한국 회장
프랑스 명 '쟝띠엘샤'로 불린다. 대한민국 여자들의 심리와 욕망을 꿰뚫는 통찰력으로, 자신만의 독특한 마케팅 방식으로 한국인 최초 아르테미스코리아 회장이 된 차승조! 강남 일대에서 가장 핫한 남자로 떠오르며 주목 받고 있는 그인데.. 사실은, 날마다 여초 사이트를 들락거리며 댓글을 달아대는 된장녀 경멸증에, 남자 돈에 빌붙는 여자에 대한 극한 거부 증에, 상처 준 사람에겐 반드시 복수를 하고야 마는 뒤끝 작렬 찌질이! 그것이 차승조의 실체다. 그리고 알려지지 않은 또 하나의 사실. 로열 그룹의 아들로, 집안과 의절한 지 6년째다. 프랑스 이름에서 '샤'라는 성도 사실 차씨 성을 쓰기 싫어 프랑스 식으로 발음한 거다.
그런 그가 한국에 돌아와 제일 먼저 한 일은, '복수'다. 복수의 대상은 아버지 차일남 회장과 지앤의류 대표의 아내 서윤주. 6년을 이를 갈며 철저하게 준비해 온 복수의 칼날을 사정 없이 휘두르는데... 지난 6년간, 승조에겐 무슨 일이 있었던 것일까?
6년만에, 최연소 아르테미스코리아 회장으로 발령 받아 귀국한 승조. 자신을 내친 아버지와 윤주, 두 사람 모두에게 보란 듯이 성공해 복수 해내지만, 승조는 별로 행복하지 가 않다. 성취감보다는 허탈함과 외로움이 밀려 든다. 가난할 때는 가난해서 자신을 사랑해줄 여자가 없었고 부자가 된 지금은 부자이기 때문에 있는 그대로의 자신을 사랑해줄 여자가 없다고 생각한다. 아니, 사실은 여자를 믿지 못하는 것이다. 여자들에게 사랑과 결혼은 비즈니스일 뿐이니까. 그럼에도 누구보다 '조건 없는 사랑'을 갈망하는 귀여운 로맨 티스트.
그런 그의 앞에 요즘 세상에 보기 힘든 노력 형 캔디, 한세경이 나타났다! 아직도 이런 여자가 있었어? 싶을 만큼 정직하고 허영기 없는 순수한 여자다. 사랑을 위해 모든 것을 바치는, 멜로 영화 속에나 존재한다고 생각했던 여자다! 닫혀 있던 승조의 마음 속에 어느 샌가 세경이 자리 잡기 시작하는데, 승조는 아직 모른다. 세경은 이미 캔디가 아니라 신데렐라가 되어, 탈출구로 삼을 왕자를 찾아 나섰다는 것을. 그리고 승조는 또 모른다. 세경이 승조를 바로 그 왕자로 삼고, 승조가 알고 있던 예전의 한세경, 순수한 노력 형 캔디를 '연기'하고 있다는 것을!
- 소이현 : 서윤주 역 - 27세, 지앤의류 사모님

 우아하고 예의 바른 미소, 품격 있는 어조와 태도, 단정하면서도 센스 있는 스타일의 전형적인 청담동 며느리
우아하고 예의 바른 미소, 품격 있는 어조와 태도, 단정하면서도 센스 있는 스타일의 전형적인 청담동 며느리. 지금의 아름다운 가면 뒤에는 윤주가 참고 견뎌야 했던 인고의 세월이 있었다. 예고 시절, 갑자기 어려워진 집안 사정으로 대회 상금들이 필요했던 상황. 만년1등 세경을 이기고 픈 마음에, 세경의 남자친구를 빼앗아, 교내 경시 대회 그림을 대신 그리도록 했다. 세경은 그런다고 남자친구의 능력이 윤주의 것이 되지 않는다고 비난했지만, 그것이 바로 윤주의 능력이었다. 남자친구의 그림에 자신의 이름을 써 내는 것! 당당했다. 내게 부족한 것은 남의 능력을 이용해서라도 채우리라. 그렇게 윤주는 처절하게 신데렐라를 꿈꾸기 시작했다.
어려운 집안 형편에 몰리고 몰리다, 도망치듯 떠난 파리에서 승조를 만나 사랑에 빠졌다. 그러나 승조의 집안 반대는 상상을 초월했다. 온갖 멸시를 받으며 상처투성이가 되더라도 그를 포기하지 않을 작정이었으나, 승조가 먼저 자신의 집안을 포기해 버렸다. 집안, 배경, 재산 모든 것을 버리고 빈털터리가 된 승조를, 윤주는 거절해 버렸다. 그를 사랑했지만, 그 사랑에는 그의 집안, 배경, 재산도 포함돼 있었다.
그를 떠난 뒤, 윤주는 처절한 노력 끝에, 마침내 해냈다. 업계 1위의 패션 회사 지앤의류 안주인 자리에 오른 것이다. 하지만 남들 보기에 아름다운 그림처럼 살며 모든 것을 완벽하게 해내야 하는 안주인 자리가 고달프고 강박적으로 느껴지기도 한다. 스트레스와 우울증이 미친 쇼핑으로도 안 풀리던 중, 세경이 눈 앞에 나타났다. 오랜만에 재밌는 스트레스 해소 대상이 생긴 것! 예전에 자신을 비웃었던 세경을 실컷 비웃어 주리라, 재밌는 놀이를 시작하는데 그러나 그렇게 몇 년 만에 세경과 재회하면서, 그리고 옛 사랑 승조가 나타나면서, 견고해져 가던 그녀의 성이 흔들리기 시작한다.
- 김지석 : 타미홍 역 - 35세, 디자이너

 청담동의 '뜨는' 디자이너.
청담동에 개인 샵을 가지고 있다. 지하에는 상류층 멤버십 클럽을 운영하고 있다. 젠틀 한 태도와 화려한 언변, 스타일 리쉬 한 외모를 갖춘 잘 나가는 디자이너지만 그에겐 또 하나의 '업'이 있다. 바로, 청담동에서 가장 핫한, 소위 마담 뚜. 성사 율 100프로를 자랑하는 것은 물론이요, 대기하고 있는 의뢰만 몇 십 건이다. 한창 잘 나가는 남자 디자이너인 그가, 어떻게 청담동 며느리들을 물색하는 마담뚜가 되었을까?
국내파 출신으로 패션 계에 들어온 후, 디자이너로 취업해도 맡겨지는 일은 잡무 혹은 판매, 영업 뿐이었고 그러다 깨닫게 됐다. 브랜드를 런칭 하거나, 탑 디자이너가 되거나, 패션쇼를 하는 디자이너가 되는 길은 본인이 돈이 많거나, 집안에 돈이 많거나, 돈 많은 스폰이 있거나, 셋 중 하나라는 것을. 그리고 그 세가지는 서로 유기적으로 얽혀 있어서 돈 많은 사람과, 집 안에 돈 많은 사람과, 돈 많은 스폰이 있는 사람들은 끼리끼리 정보를 공유하고 인맥을 소개하고 비밀을 나눈다는 것을.
아무런 빽도 인맥도 없던 타미홍이 그들만의 세계로 끼어들 수 있는 방법은 옷을 사러 온 사모님들의 취향을 간파하고, 그들의 입맛에 맞는 스타일 링을 권하고, 그들의 고민을 들어주고, 그들의 뒷이야기에 귀를 기울여 '부자 인맥'을 만드는 것이었다. 타고난 것처럼 만 보였던 화려한 언변도, 줄줄 꿰고 있는 사모님들의 속사정도, 전문가와 다름없는 상류층 남녀 매칭 센스도 사실은 부단한 트레이닝의 결과다.
그런 타미홍에게, 지앤의류 사주 딸인 인화의 혼사 의뢰가 들어오는데, 생각지도 못한 방해꾼이 나타난다. 바로 한세경. 처음엔 별 볼일 없는 집안의 세경을 쉽게 치워버릴 수 있을 거라 생각했으나 일이 점점 꼬이면서, 세경의 본심에 대해 알아가기 시작한다. 부잣집 남자를 공략할 수 밖에 없었던 세경의 처지에 격하게 공감하면서 어느새 세경을 응원하며 조언을 아끼지 않는 조력자로 나서게 되고, 그러는 사이 어느덧 세경에 대한 마음이 자리 잡게 되는데...

### 세경의 주변 인물
- 남궁민 : 소인찬 역 - 30세, 세경의 전 남자친구, 아르테미스코리아 마케팅 팀 대리 (특별출연)
- 정인기 : 한득기 역 - 50대 후반, 세경 부
- 이종남 : 정윤희 역 - 50대, 세경 모
- 혜정 : 한세진 역 - 23세, 세경의 동생
- 신소율 : 최아정 역 - 27세, 세경의 절친, 아르테미스코리아 MD

### 승조의 주변 인물
- 한진희 : 차일남 역 - 60대 중반, 승조부, 로열그룹 대표
- 박광현 : 허동욱 역 - 33세, 승조의 절친, 정신건강의학과 전문의
- 최성준 : 문재욱 역 - 30대 초반, 아르테미스코리아 회장 수행 비서

### 윤주의 주변 인물
- 김승수 : 신민혁 역 - 40세, 윤주의 남편, 지앤의류 대표
- 김유리 : 신인화 역 - 29세, 민혁의 동생, 지앤의류 디자인 팀장
- 김태형 : 서호민 역 - 26세, 윤주의 동생, 로열크라상 청담점 사장
- 윤소정 : 정 여사 역 - 60대 후반, 윤주의 시모
- 박영지 : 신 회장 역 - 윤주의 시부

### 그 외 인물
- 정근 : 지앤의류 대리 역
- 오정원 : 지앤의류 집 가사도우미 역
- 허선행 : 차승조의 프리젠테이션 발표에 질문하는 남자 역
- 한영광 : 차승조의 프리젠테이션 발표에 질문하는 남자 역
- 임도윤 : 세경과 최아정의 친구 역
- 김서정 : 아르테미스코리아 직원 역
- 지승현 : 프리젠테이션 발표하는 남자 역
- 한창현 : 차일남의 수행비서 역
- 정두겸 : 로열그룹 임원 역
- 차성훈 : 의사 역
- 한동환 : 한대철 역 - 예일대 졸업생, 승조의 동문, 의사
- 정우석 : 아르테미스코리아 임원 역
- 육미라 : 로열그룹 행사에 참석한 여자 역
- 서광재 : 제사에 참석한 남자 역
- 강민정 : 의류매장 직원 역
- 홍재성 : 기자 역
- 최효현 : 갤러리카페 직원 역
- 조선옥 : 캐리 박 갤러리 직원 역
- 서진욱 : 아르테미스 코리아 신입사원 모집 면접관 역
- 최지연 : 신세경 역 - 아르테미스 코리아 신입사원 모집 면접자
- 공재원 : 휴럭어패럴 신입사원 모집 면접관 역
- 하수민

### 특별출연
- 이다 도시 : 지앤의류 면접관 역 (1회)
- 송선미 : 아르테미스 가방 불만고객 역 (2회)
- 전노민 : 장명호 역 - 타미홍 파티 초대 손님, 주류업체 '퍼스트 클래식'의 대표 (4~5회)
- 박상연 : 박상연 역 - 타미홍 파티 초대 손님, 드라마 작가 (4회)
- 에드워드 권 : 에드워드 권 역 - 타미홍 파티 초대 손님, 쉐프 (4회)
- 이종박 : 이종박 역 - 타미홍 파티 초대 손님, 가수 겸 탤런트 (4회)
- 박광수 : 박광수 역 - 타미홍 파티 초대 손님, 만화가 (4회)

## 시청률
최저 시청률과 최고 시청률은 시청률 조사회사와 지역별로 시청률에 차이가 있을 수 있습니다.
| 2012년      | 2012년      | 2012년         | 2012년       | 2012년         | 2012년       |
| 회차        | 방송일      | TNmS 시청률    | TNmS 시청률  | AGB 시청률     | AGB 시청률   |
| 회차        | 방송일      | 대한민국(전국) | 서울(수도권) | 대한민국(전국) | 서울(수도권) |
| ----------- | ----------- | -------------- | ------------ | -------------- | ------------ |
| 제1회       | 12월 1일    | 8.7%           | 10.0%        | 8.6%           | 9.3%         |
| 제2회       | 12월 2일    | 8.3%           | 10.3%        | 8.6%           | 9.4%         |
| 제3회       | 12월 8일    | 11.0%          | 13.3%        | 10.6%          | 10.9%        |
| 제4회       | 12월 9일    | 9.7%           | 12.0%        | 9.1%           | 10.1%        |
| 제5회       | 12월 15일   | 13.1%          | 14.5%        | 12.5%          | 13.4%        |
| 제6회       | 12월 16일   | 10.9%          | 13.1%        | 10.2%          | 11.4%        |
| 제7회       | 12월 22일   | 11.0%          | 13.1%        | 10.6%          | 11.9%        |
| 제8회       | 12월 23일   | 10.6%          | 12.8%        | 10.9%          | 12.1%        |
| 2013년      |             |                |              |                |              |
| 제9회       | 1월 5일     | 17.6%          | 19.8%        | 15.2%          | 16.6%        |
| 제10회      | 1월 6일     | 15.0%          | 17.1%        | 14.7%          | 16.2%        |
| 제11회      | 1월 12일    | 15.2%          | 17.5%        | 14.4%          | 15.6%        |
| 제12회      | 1월 13일    | 13.9%          | 16.3%        | 13.5%          | 15.0%        |
| 제13회      | 1월 19일    | 12.9%          | 13.9%        | 15.0%          | 16.2%        |
| 제14회      | 1월 20일    | 13.4%          | 15.3%        | 14.4%          | 16.6%        |
| 제15회      | 1월 26일    | 14.9%          | 16.7%        | 15.6%          | 16.7%        |
| 제16회      | 1월 27일    | 14.8%          | 17.1%        | 16.6%          | 18.6%        |
| 평균 시청률 | 평균 시청률 | 12.5%          | 14.5%        | 12.5%          | 13.7%        |

## 경쟁 프로그램
- 대왕의 꿈 (KBS 1TV)
- 메이퀸
- 백년의 유산(MBC)